# Jean Améry
Jean Améry (Vienna, 31 ottobre 1912 – Salisburgo, 17 ottobre 1978) è stato un superstite dell'Olocausto e scrittore austriaco.

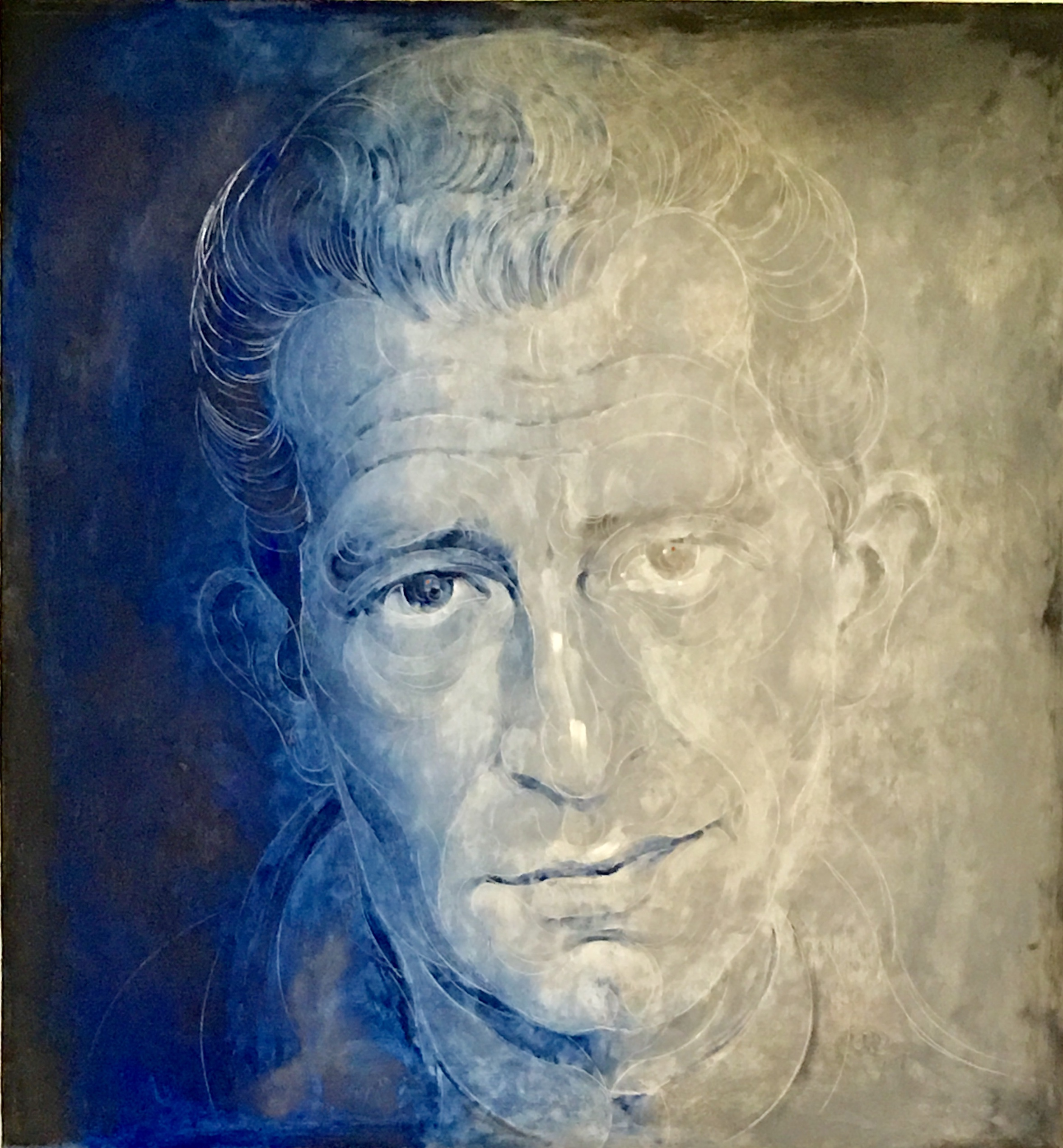
Ritratto di Jean Améry eseguito da Félix De Boeck

Jean Améry, pseudonimo di Hans Chaim Mayer, nato da famiglia di origini ebraiche non praticante, dopo l'annessione dell'Austria alla Germania nazista nel 1938, emigra in Belgio e si unisce alla Resistenza. Nel 1943 viene arrestato e torturato a Breendonk da SS e Gestapo per poi essere deportato ad Auschwitz e poi a Buchenwald e a Bergen-Belsen, dove fu liberato dall'esercito britannico il 15 aprile 1945.
Trasferitosi a Bruxelles opera come scrittore collaborando anche con radio e televisione.

## Biografia
Jean Améry è stato un saggista di origine austriaca, le cui opere si sono spesso basate su esperienze personali durante la Seconda guerra mondiale. Già studente di filosofia e letteratura a Vienna, Améry partecipò alla resistenza armata contro l'occupazione nazista del Belgio e fu catturato e torturato dalla Gestapo, poi internato per diversi anni in campi di concentramento.

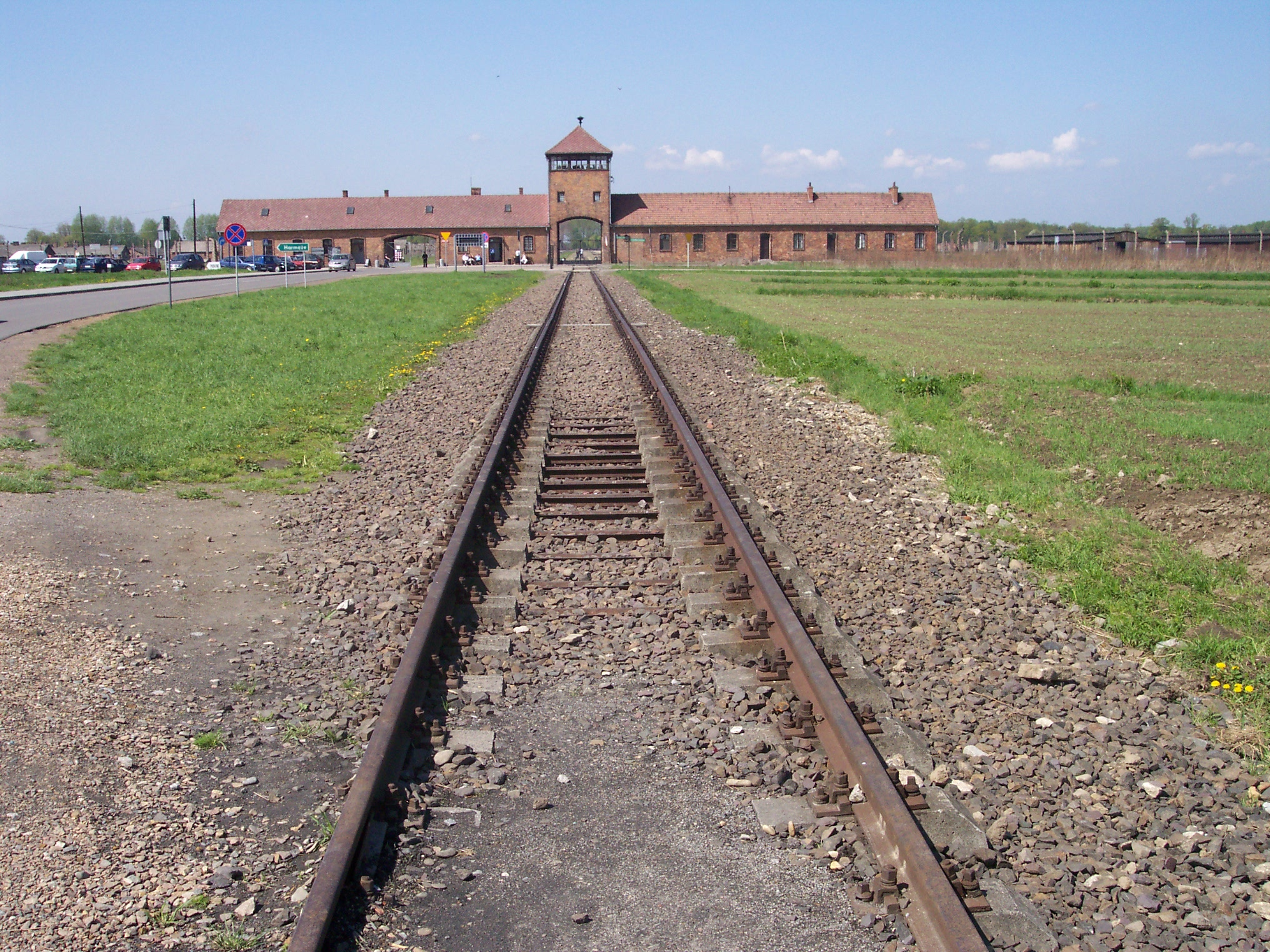
Ferrovia a Auschwitz

Améry riuscì a sopravvivere agli internamenti di Auschwitz e Buchenwald, per poi essere liberato a Bergen-Belsen nel 1945. La sua opera più famosa - At the Mind's Limits: Contemplations by a Survivor on Auschwitz and Its Realities - afferma che la tortura ha formato la vera essenza del Terzo Reich. Altri suoi lavori importanti comprendono On Aging e On Suicide: A Discourse on Voluntary Death.
Nato da padre ebreo (morto in guerra nel 1916) e madre cattolica, fu cresciuto nella fede materna. A Vienna Améry dovette poi interrompere i suoi studi universitari a causa di ristrettezze economiche.
Sebbene la famiglia di Améry si fosse estraniata dalle sue origini ebraiche e si fosse quindi assimilata, anche tramite matrimoni misti, tali origini gravitarono comunque nello sviluppo del suo pensiero: "Volevo certo essere anti-nazista, sicuramente, ma di mia libera scelta."
Le Leggi di Norimberga del 1935, il cui testo Améry imparò presto a memoria, lo convinse che la Germania aveva praticamente passato sentenza di morte su tutti gli ebrei. La sua opera Necessity and Impossibility of Being a Jew parla di questo conflitto interiore in merito alla propria identità. Scrive che, mentre la sua identità personale, l'identità della sua passata infanzia, la sentisse come cristiana, Améry si identificasse nondimeno come ebreo in altro senso, il senso di un ebraismo "senza Dio, senza Storia, senza speranza messianica nazionale".
Nel 1938, in seguito all'Anschluss dell'Austria, Améry scappò in Francia e poi in Belgio con la sua moglie ebrea, che lui aveva sposato contro i desideri materni. Venne catturato in Belgio e deportato come cittadino tedesco nel campo di concentramento di Gurs, nel sud della Francia.

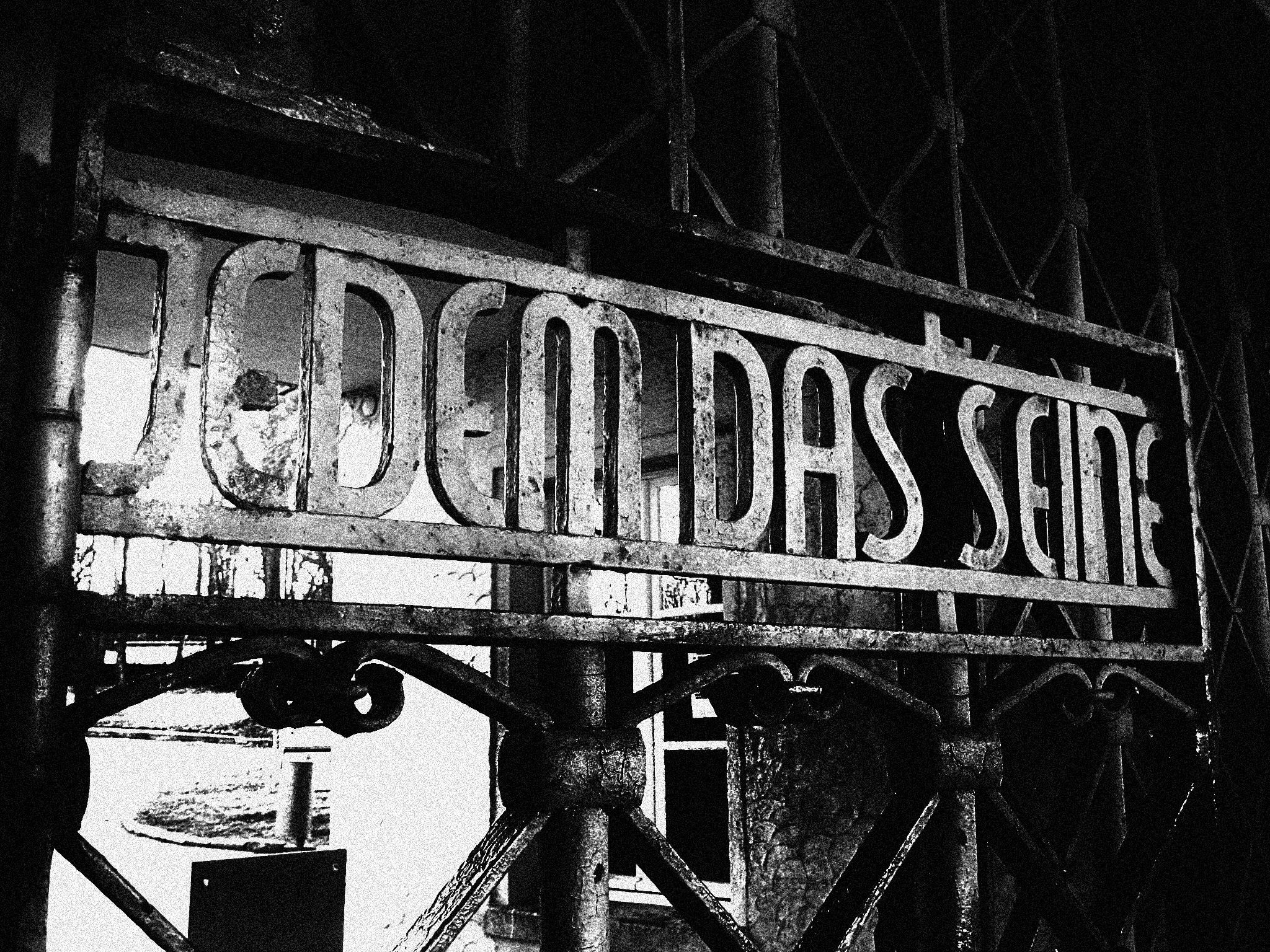
Entrata principale al campo di concentramento di Buchenwald: "Jedem das Seine = A ciascuno il suo".

 Dopo esser scappato dal campo di Gurs e ritornato in Belgio, si unì al movimento della Resistenza, nella ferma convinzione di doversi opporre al nazismo per ragioni politiche e rifiutando di sottostare alle leggi razziali tedesche che facevano di lui un ebreo. In questo senso va letta la sua autodefinizione di "non-non ebreo": un'appartenenza attribuita dall'esterno e polemicamente ribadita.
Coinvolto nella distribuzione di propaganda anti-militare alle truppe tedesche d'occupazione, Améry venne catturato dai nazisti nel 1943 e continuamente torturato in maniera brutale dalla Gestapo presso la loro centrale belga a Fort Breendonk. Dopo che la Gestapo si fu assicurata che Améry non avesse informazioni utili per loro, fu riformato da prigioniero politico a ebreo e internato ad Auschwitz.
Privo di abilità professionali, Améry venne utilizzato in pesanti lavori di manovalanza forzata, a costruire la fabbrica di I.G. Farben ad Auschwitz III, il campo di lavoro Buna-Monowitz. A causa dell'invasione sovietica nel corso dell'anno successivo, Améry fu trasferito prima a Buchenwald e poi a Bergen-Belsen, dove fu liberato dall'esercito britannico nell'aprile 1945.
Morì suicida nel 1978. Due anni prima aveva difeso le ragioni della libera morte nel libro Hand an sich legen. Diskurs über den Freitod.

## Cambiamento di nome
Dopo la guerra, il già Hans Mayer cambiò nome in Jean Améry (il cognome anagrammato in francese dal suo originale) per simboleggiare la sua dissociazione dalla cultura tedesca e la sua associazione a quella francese. Rifiutò di pubblicare qualsiasi sua opera in Germania o Austria per molti anni, pubblicando solo in Svizzera. Non descrisse le sue esperienze nei campi di sterminio fino al 1964, quando, incoraggiato dal poeta tedesco Helmut Heißenbüttel, Améry scrisse il libro Jenseits von Schuld und Sühne (letteralmente, "Oltre la colpa e l'espiazione"). Furono forse le sue esplorazioni filosofiche in tale libro - oltre a timori di invecchiamento e salute cagionevole, come anche la demoralizzazione causata da una deteriorante filosofia francese e dalla nuova sinistra politica tedesca - che provocarono un presunto suicidio con sovradosaggio di sonniferi.

## Il lascito filosofico e letterario
La pubblicazione di At the Mind's Limits - esplorazione stimolante e provocante dell'Olocausto e della natura del Terzo Reich - ha reso Améry uno dei più rispettati scrittori dell'Olocausto. Paragonando i nazisti a un governo del sadismo, Améry afferma che è nella natura del sadico il volere "nullificare il mondo". Per un torturatore nazista,

una leggera pressione della mano che impugna l'attrezzo, è sufficiente a trasformare l'altro - e la sua testa, che forse contiene Kant e Hegel, e tutte le nove sinfonie, e Il mondo come volontà e rappresentazione - in un urlante maiale al macello.

Nell'altra sua più conosciuta pubblicazione: Intellettuale a Auschwitz, paragonando l'idea dell'uomo comunista di un'intervista di Thomas Mann, bolla il fascismo hitleriano neanche come un'idea, non c'era nessuna idea nel nazionalsocialismo, ma «solo malvagità». Nonostante non proponesse "alcuna idea"  «possedeva un intero arsenale di confuse idee negative - è stato l'unico sistema politico di questo secolo ad aver non solo praticato il dominio dell'opposto [...] ma di averlo espressamente innalzato a principio. Odiava la parola umanità come i devoti odiano il peccato, e perciò parlava di Humanitäts duselei! [esasperato spirito umanitario!]»
Un'altra importante riflessione che ricorre in Intellettuale a Auschwitz (Jenseits von Schuld und Sühne: Bewältigungsversuche eines Überwältigten) riguarda sia la fede politica che quella religiosa manifestata da diversi internati, per i quali Amery ammette di «aver avuto e di avere ancora, una profonda ammirazione»
«[...] chiunque sia, nel senso più ampio, una persona credente, sia che la sua fede sia metafisica o legata alla realtà concreta, trascende se stesso, non è prigioniero della sua individualità, piuttosto è parte di una spiritualità comunitaria che non viene interrotta da nessuna parte, nemmeno ad Auschwitz».
Come probabilmente per Primo Levi, Tadeusz Borowski e diversi altri reduci di campi di sterminio e testimoni della Shoàh, Améry sopravvisse all'internamento ad Auschwitz per poi nel 1978 togliersi la vita.

### Opere
- Karrieren und Köpfe: Bildnisse berühmter Zeitgenossen. Zürich: Thomas, 1955.
- Teenager-Stars: Idole unserer Zeit. Vienna: Albert Müller, 1960.
- Im Banne des Jazz: Bildnisse großer Jazz-Musiker. Vienna: Albert Müller, 1961.
- Geburt der Gegenwart: Gestalten und Gestaltungen der westlichen Zivilisation seit Kriegsende. Olten: Walter, 1961.
- Gerhart Hauptmann: der ewige Deutsche. Mühlacker: Stieglitz, 1963.
- Preface to the Future: Culture in a Consumer Society. Trad. Palmer Hilty. London: Constable, 1964.
- Jenseits von Schuld und Sühne: Bewältigungsversuche eines Überwältigten. München: Szczesny, 1966 Traduzione in inglese At the Mind's Limits: Contemplations by a Survivor of Auschwitz and Its Realities. Trad. Sidney & Stella P. Rosenfeld. Bloomington: Indiana University Press, 1980.
- Über das Altern: Revolte und Resignation. Stuttgart: Klett, 1968.
- Unmeisterliche Wanderjahre. Stuttgart: Klett, 1971.
- Lefeu oder der Abbruch. Stuttgart: Klett, 1974.
- Hand an sich Legen. Stuttgart: Klett, 1976.
- Charles Bovary, Landarzt. Stuttgart: Klett, 1978.
- Bücher aus der Jugend unseres Jahrhunderts. Stuttgart: Klert Cotta, 1981.
- Radical Humanism: Selected Essays. Trad. Sidney & Stella P. Rosenfeld. Bloomington: Indiana University Press, 1984.
- Der Integrale Humanismus: Zwischen Philosophie und Literatur. Aufsätze und Kritiken eines Lesers, 1966–1978. Stuttgart: Klett-Cotta, 1985.
- Jean Améry, der Grenzgänger: Gespräch mit Ingo Hermann in der Reihe "Zeugen des Jahrhunderts." Ed. Jürgen Voigt. Göttingen: Lamuv, 1992.
- Cinema. Arbeiten zum Film. Stuttgart: Kletta-Cotta, 1994.
- On Aging: Revolt and Resignation. Trad. John D. Barlow. Bloomington: Indiana University Press, 1994.
- On Suicide: A Discourse on Voluntary Death. Trad. John D. Barlow. Bloomington: Indiana University Press, 1999.
- Werke in neun Bänden (Opere complete). Stuttgart: Klett-Cotta, 2002-2009.
- Der neue Antisemitismus, Stuttgart: Klett-Cotta, 2024.

### Traduzioni in italiano
- Intellettuale a Auschwitz. Pref. di Claudio Magris, tr. Enrico Ganni, Bollati Boringhieri Editore, Torino 2008 (seconda edizione; prima edizione Torino 1987) ISBN 978-88-339-1848-8
- Levar la mano su di sé, Pres. di Innocenzo Cervelli, tr. Enrico Ganni, Bollati Boringhieri Editore, Torino 1990 ISBN 88-339-0558-6
- Charles Bovary medico di campagna. Ritratto di un uomo semplice, tr. Enrico Ganni, Bollati Boringhieri Editore, Torino 1990, ISBN 88-339-0676-0
- Il nuovo antisemitismo. Interventi 1969-1978, tr. Giulio Schiavoni, Prefazione di Irene Heidelberger-Leonard, Bollati Boringhieri Editore, Torino 2025, ISBN 978-88-339-4408-1